# James Stirling (architetto)
Sir James Stirling (Glasgow, 22 aprile 1924 – Londra, 25 giugno 1992) è stato un architetto britannico.

## Biografia
Fece parte del Royal Institute of British Architects, egli fu tra i più importanti ed influenti architetti della seconda metà del XX secolo. Egli è forse meglio conosciuto come uno di quei giovani architetti facenti parte di vari paesi, che dal 1950 in poi, misero in discussione e sovvertirono i precetti composizionali e teoretici del primo movimento moderno.
Lo sviluppo reinterpretativo talvolta agitato e modificato di quei precetti fu molto influenzato dal suo maestro, amico ed insegnante, l'importante teorico architettonico ed urbanista Colin Rowe - egli introdusse uno spirito eclettico che gli permise di scavare nell'intera storia dell'architettura per ricavarne una sorgente di ispirazione compositiva, partendo dall'antica Roma e dal Barocco, via via fino alle molte manifestazioni del periodo moderno, da Frank Lloyd Wright ad Alvar Aalto.

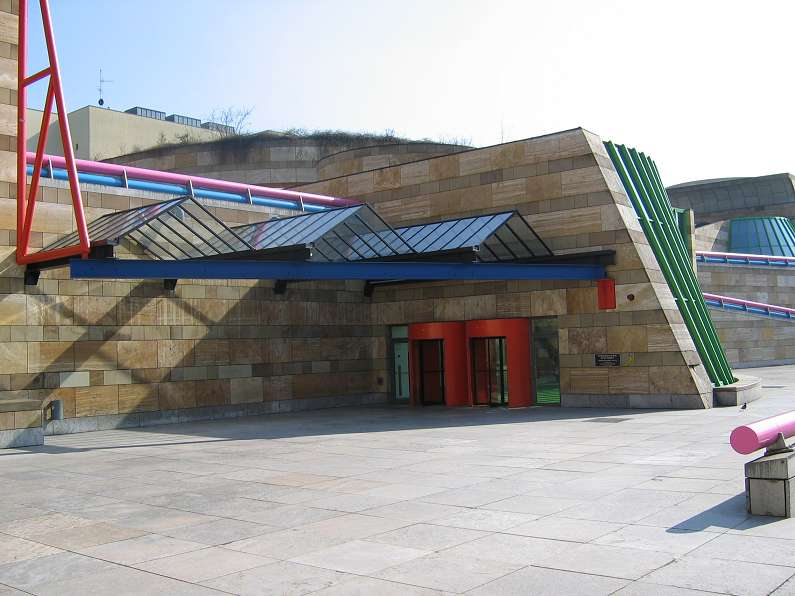
La Neue Staatsgalerie, una delle opere più note di Stirling, a Stoccarda (1984)

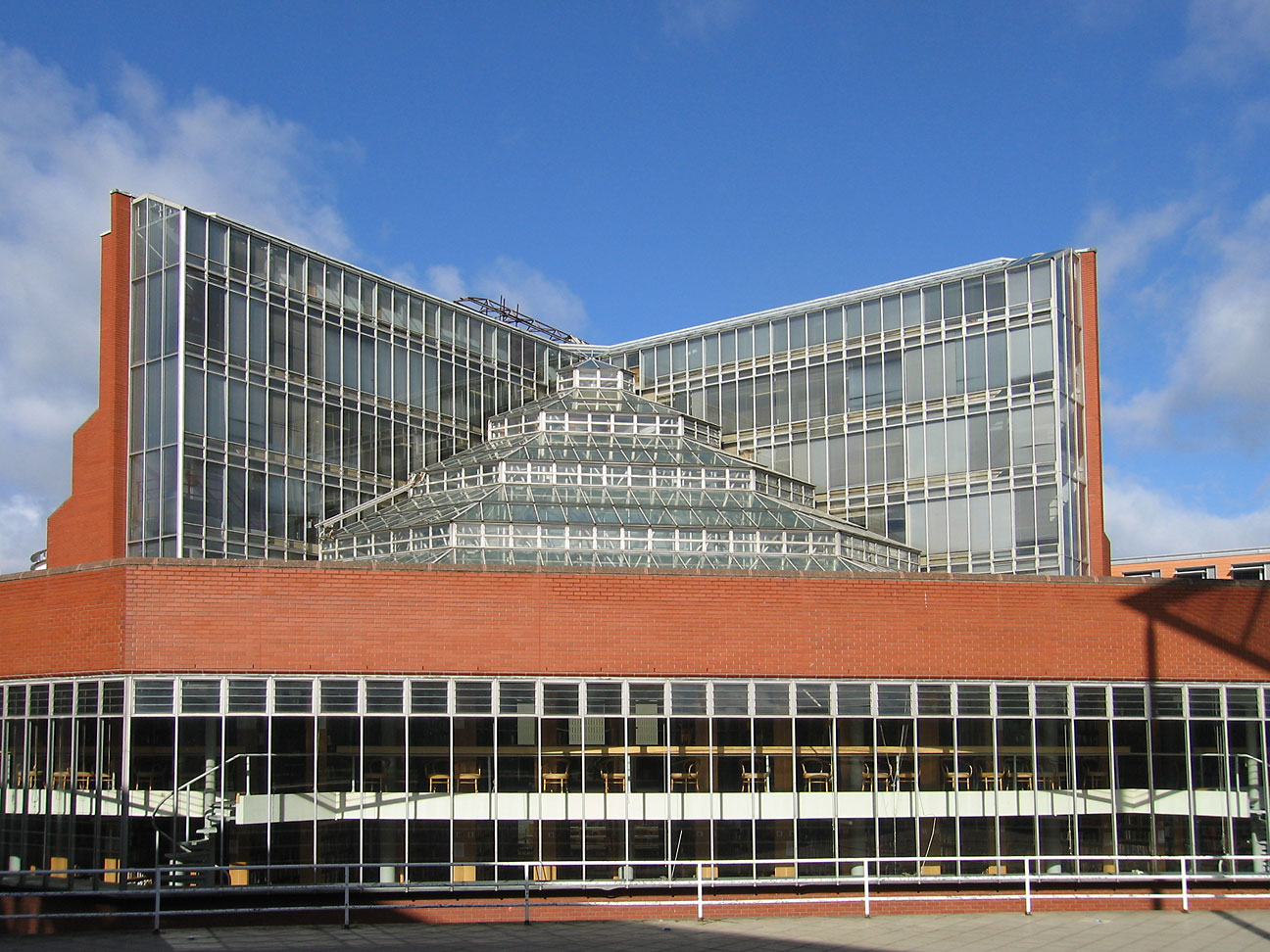
Facciata Sud Est dell'edificio della facoltà di Storia dell'Università di Cambridge (1968)

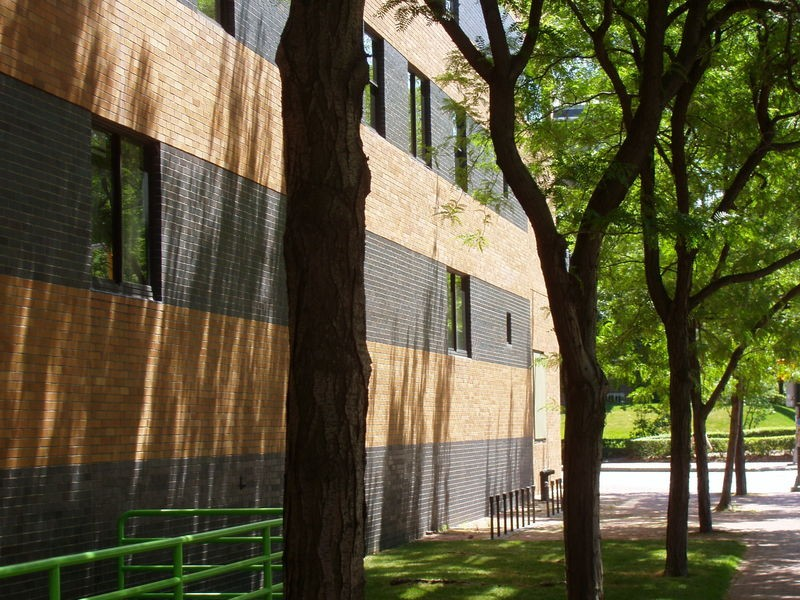
Arthur M. Sackler Museum, Harvard University

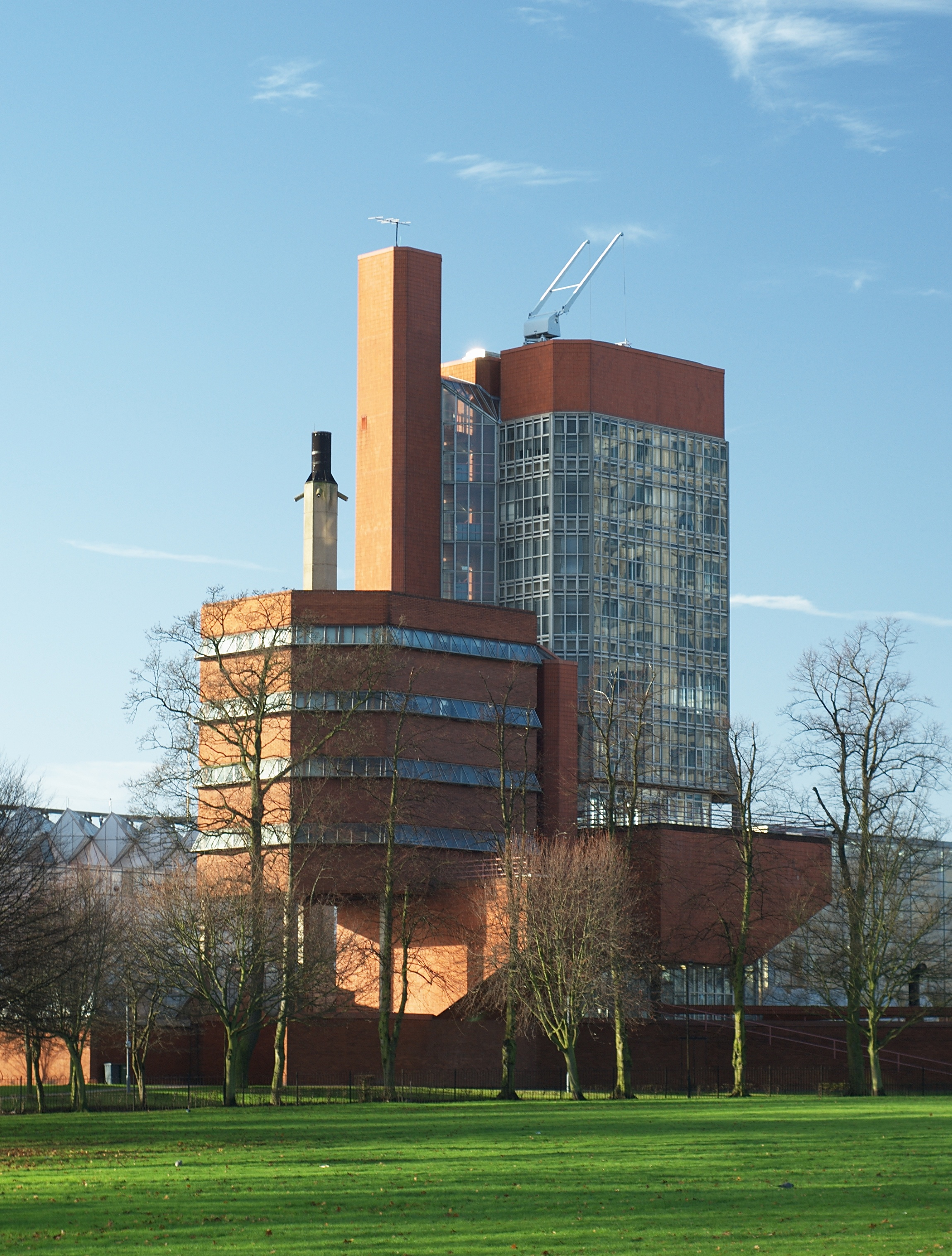
Edificio di Ingegneria, Università di Leicester (1959)

Il suo successo personale è garantito dalla sua abilità a incorporare questi sottili riferimenti enciclopedici, assieme ad una forma forte e muscolare, architettura molto decisa, gesti sicuri che hanno mirato a rivedere la forma urbana. Dopo aver prestato servizio militare durante la guerra, Stirling studiò architettura dal 1945 al 1950 all'Università di Liverpool, nella quale Rowe fu suo insegnante. Nel 1956 lui e James Gowan abbandonarono la loro posizione di assistenti con la firma di Lyons, Israel, and Ellis per mettere in pratica la ditta Stirling and Gowan.
Uno dei più conosciuti risultati di questa collaborazione fu la Facoltà di Ingegneria dell'Università di Leicester (1959-63), notevole per il suo carattere tecnologico e geometrico, marcata dall'uso del disegno tridimensionale basato su Assonometria isometrica visto sia da sopra che da sotto. Nel 1963 Stirling e Gowan si separarono e nel 1971 Michael Wilford, che aveva lavorato nella ditta dal 1960 e poté essere la causa della loro rottura, persuase Stirling di fare di lui il suo partner e così fu fino alla morte di Stirling, sebbene egli si concentrasse nel far progredire il lavoro dal punto di vista manageriale e non avesse alcuna influenza nell'attività di disegno dell'ufficio; questa attività rimase sotto il suo controllo assistito da aiutanti che teneva sott'occhio.
Durante gli anni settanta, la firma architettonica di Stirling iniziò a cambiare così come la scala dei suoi progetti (forse sotto l'efficiente influenza manageriale di Wilford) si spostò dal piccolo e non molto pago di profitti al molto grande, e l'architettura di Stirling divenne molto più di stile neoclassico, sebbene rimase profondamente legata al proprio potente modernismo rivisitato. Ciò produsse un'ondata di progetti a larga scala, tre importanti progetti riguardanti musei in Germania (a Düsseldorf, Colonia, e Stoccarda). Questi progetti degli anni settanta lo mostrano all'apice del suo stile maturo.
Vincendo la competizione per il museo di Stoccarda - la Neue Staatsgalerie - egli caricò il proprio potente concetto di base con un largo numero di divertimenti architettonici e di allusioni decorative, che portò molti erroneamente a vederli come un esempio di postmodernismo - un'etichetta che poi attecchì ma che egli rifiutò. Nel 1981, vinse il premio Pritzker Prize. L'ultimo edificio completato mentre lui era ancora in vita fu la libreria nei Giardini della Biennale di Venezia (completato nel 1991).
Questo fu disegnato da Stirling e da Thomas Muirhead, che lo spinse ad un approccio più conservativo meno di soprassalto e più autocoscientemente modernista. La libreria di Venezia fu salutata dal critico Kenneth Frampton e altri come l'inizio di un nuovo, e potenzialmente molto importante avvio nel lavoro di Stirling - se egli non fosse improvvisamente morto, a causa di complicazioni post operatorie per un intervento di routine. Proprio poco prima di questo incidente a lui fu offerto il titolo di Cavaliere (nel 1992) che, come spirito ribelle, egli accettò con riluttanza affermando che "poteva essere d'aiuto per il lavoro".
Dopo la morte di Stirling nel 1992, Wilford prese il comando della ditta e gradualmente concluse i lavori che erano stati intrapresi e lasciati da Stirling incompleti. Vari edifici completati dopo questa data e spesso sommariamente attribuiti a Stirling, come l'università Statale di Musica e arte di Stoccarda, 1993-1994, o N. 1 Poultry a Londra, furono infatti completate e costruite da Wilford e dai suoi assistenti. La pratica progettuale non esiste più e gli archivi completi dell'ufficio furono venduti al Centro canadese di Architettura di Montréal. Il Premio Stirling, Un premio annuale britannico per l'architettura è stato istituito nel 1996, e dedicato a questo famoso architetto.
La profondità culturale e la ricchezza del lavoro di Stirling attrassero l'attenzione di tutti i maggiori critici e teoretici del mondo, da Peter Eisenman a Charles Jencks, e la letteratura che esamina la sua architettura, pubblicata in ogni paese del mondo, è vasta. Per coloro seriamente interessati, il punto migliore da cui partire per approfondirne lo studio sono due libri pubblicati che descrivono il suo intero lavoro, che egli stesso supervisionò, aiutato da amici e collaboratori fidati. Questi due libri cronologicamente coprono ogni progetto e enfatizzano la visuale, con migliaia di fotografie, disegni e modelli riprodotti in modo molto curato.

## Progetti
- 1952 - Technical College di Poole
- 1953 - Casa nella zona nord di Londra
- 1955/58 - Appartamenti a Ham Common, (G.B.) (con J. Gowan)
- 1956/58 - Casa nell'isola di Wight, (con J. Gowan)
- 1957/59 - Trasformazione di una casa a Kensington, (G.B.) (con J. Gowan)
- 1957/59 - Complesso residenziale a Preston, (G.B.) (con J. Gowan)
- 1958/61 - Scuola di Camberwell, (G.B.) (con J. Gowan;
- 1959 - Selwyn College, Cambridge, (G.B.) (con J. Gowan;
- 1959/63 - Engineering Building dell'Università di Leicester, (G.B.) (con J. Gowan)
- 1960/64 - Asilo infantile, Putney, (G.B.) (con J. Gowan)
- 1960/64 - Casa per anziani, Blackheath, (G.B.) (con J. Gowan)
- 1964/67 - Facoltà di Storia dell'Università di Cambridge
- 1964/68 - Appartamenti a Camden Town
- 1964/68 - Complesso residenziale all'Università di St. Andrews
- 1966/71 - Queen's College, Oxford
- 1967 - Complesso residenziale nella New Town di Runcorn
- 1969 - Case Popolari a Lima, Perù
- 1969/72 - Scuola per la formazione del personale della Olivetti, Haslemere
- 1970 - Centro civico di Derby (concorso a inviti)
- 1971 - Sede della British Olivetti, Milton Keynes (con M. Wilford)
- 1971 - Centro artistico all'Università di St. Andrews (con M. Wilford;
- 1975 - Kunstsammlung Nordrhein-Westfalen, Düsseldorf (con M. Wilford; concorso)
- 1975 - Wallraf-Richartz-Museum, Colonia (con M. Wilford; concorso ad inviti)
- 1972/77 - Southgate Housing, Runcorn New Town, (con M. Wilford;
- 1977/84 - Neue Staatsgalerie and Chamber Theatre, Stoccarda (con M. Wilford)
- 1979/81 - School of Architecture, Rice University, Texas (con M. Wilford)
- 1979/87 - Wissenschaftszentrum, Berlino (con M. Wilford)
- 1979/84 - Arthur M.Sackler Museum, Harvard University (con M. Wilford; 1980/86 - Clore Gallery, Londra (con M. Wilford)
- 1983/88 - Cornell Center for the Performing Arts, Ithaca (con M. Wilford; 1984/88 - Tate in the North, Liverpool (con M. Wilford)
- 1986/92 - Headquarters for Braun AG, Melsugen, Germania (con M. Wilford);
- 1991 - Kyoto Centre, Giappone (con M. Wilford; progetto)